# Kronisk inflammatorisk demyeliniserande polyneuropati
Kronisk inflammatorisk demyeliniserande polyneuropati, CIDP (Chronic inflammatory demyelinating polyneuropathy), är en autoimmun neurologisk sjukdom som ger tilltagande svaghet och känselnedsättning i fötter, ben och armar. Sjukdomen är en polyneuropati och har likheter med Guillain-Barrés syndrom med skillnaden att symtomen vid CIDP utvecklas långsammare, under loppet av några månader eller år. Diagnosen ställs framför allt med hjälp av neurografi (ENeG) och lumbalpunktion. CIDP kan behandlas med bland annat kortison och immunoglobuliner, behandlingen behöver dock oftast upprepas livslångt och har inte alltid full effekt. Sjukdomen är ovanlig, och det finns totalt ca 100 drabbade personer i Sverige.